# Rosa García Alcón
Rosa María García Alcón (Madrid, 1957) es una activista antifranquista española que sufrió cárcel y tortura durante el tardofranquismo. En democracia no ha dejado de luchar por la verdad, justicia y reparación de las personas represaliadas por la dictadura.   

## Trayectoria
Creció en un barrio obrero y realizó sus primeras acciones de lucha en el año 1972 cuando se organizó una huelga en su instituto contra la ley de educación del ministro Villar Mir en la cual participó como piquete. En la Universidad Complutense, siendo alumna de Medicina, se afilió a la Federación Universitaria Democrática Española (FUDE), organización estudiantil que pertenecía al Frente Revolucionario Antifascista y Patriota (FRAP) donde, para luchar contra la dictadura, participó en acciones políticas de agitprop poniendo carteles, haciendo pintadas de denuncia sobre la situación política o las torturas y organizando jornadas de lucha.

En agosto de 1975, con dieciocho años, fue detenida por policías secretas de la Brigada Político Social y conducida a la Dirección General de Seguridad (DGS) de la Puerta del Sol, donde fue torturada por varios policías, entre ellos Antonio González Pacheco conocido como Billy el Niño. Fue acusada de haber participado en un atentado y se le aplicó la Ley Antiterrorista, aunque esta todavía no había sido aprobada. Estuvo detenida una semana a pesar de que la ley no permitía más de setenta y dos horas. Como fue acusada de terrorismo, la instrucción de su caso la llevó un juez militar. Pasó cuatro meses en la cárcel de Yeserías donde le dejaron tener sus libros para estudiar, sin embargo, no se le permitió realizar los exámenes oficiales y perdió el curso. En la prisión, tuvo la oportunidad de participar junto a otras presas en las protestas organizadas contra las últimas ejecuciones del franquismo.De hecho, coincidió con Concepción Tristán López y María Jesús Dasca Pénelas, las dos últimas mujeres condenadas a muerte cuya pena fue conmutada por 30 años de prisión, y con Silvia Carretero y Maruxa, compañeras de José Luis Sánchez-Bravo y José Humberto Baena, ejecutados por el régimen. En diciembre de 1975, obtuvo la libertad condicional al pagar una fianza de 30.000 pesetas. Fue condenada a dos años de cárcel por el juez Gómez Chaparro, del Tribunal de Orden Público, si bien en 1976 se le aplicó el indulto.

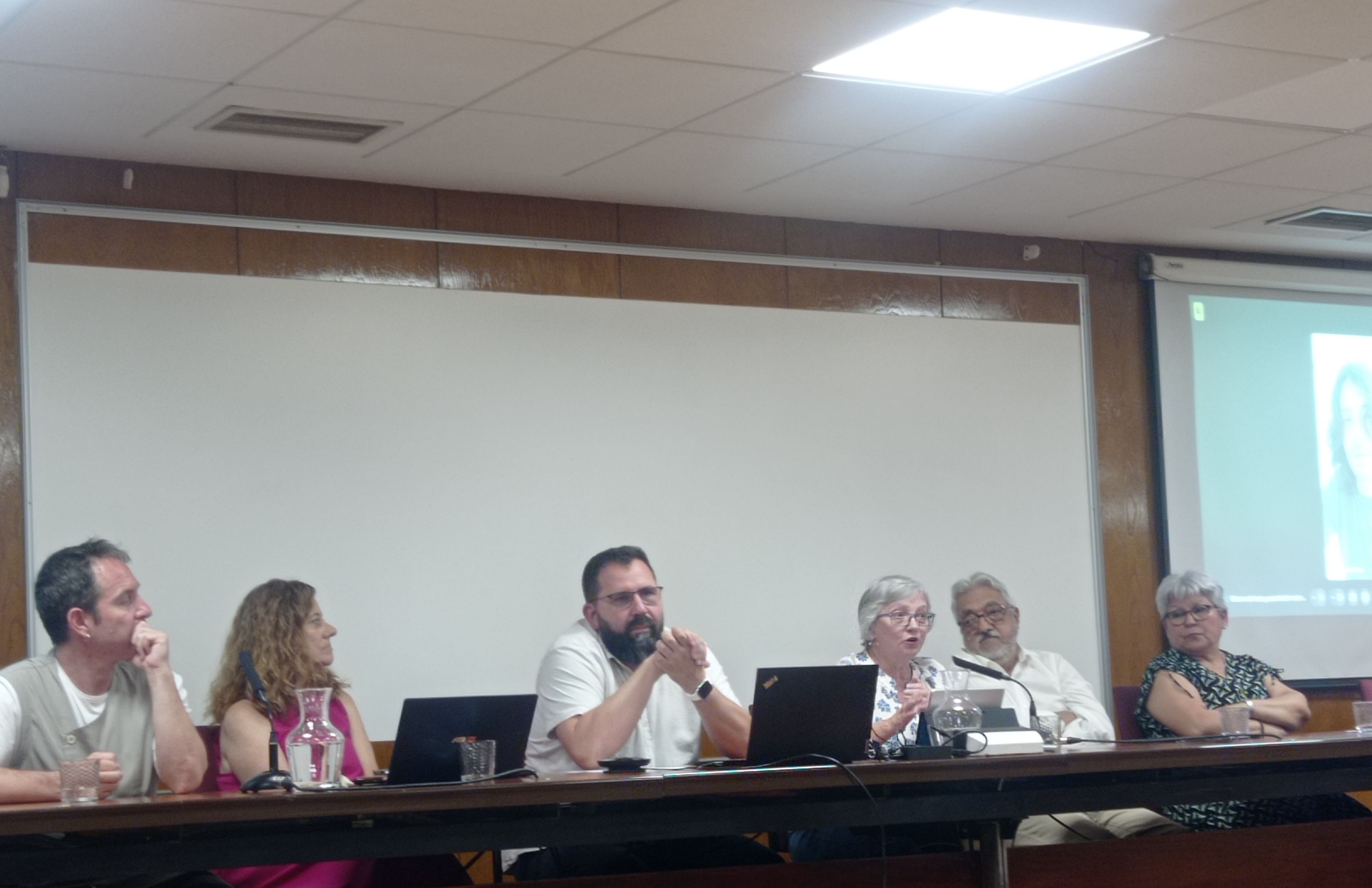
Rosa García Alcón en la presentación del libro Mátame de frente en la sala Las trece rosas de CCOO de Madrid, junio 2024

En 2018, junto con otras diecisiete personas torturadas puso una querella contra Antonio González Pacheco (Billy el Niño), argumentando que estas torturas son crímenes de lesa humanidad y, por lo tanto, no prescriben y no pueden ser objeto de amnistía, pero la querella no fue admitida y se archivó. El siguiente paso fue poner un recurso ante el Tribunal Constitucional por vulneración del derecho constitucional de acceso a la tutela judicial efectiva, que no fue aceptado. Posteriormente, en 2022, su caso junto a los de otros como Luis Suárez-Carreño y Chato Galante fue llevado ante el Comité de Derechos Humanos de la ONU.
El 10 de octubre de 2018, García Alcón fue entrevistada por Gonzo en el programa de televisión de La sexta, El Intermedio, donde relató las torturas a las que fue sometida por Antonio González Pacheco (Billy el Niño).

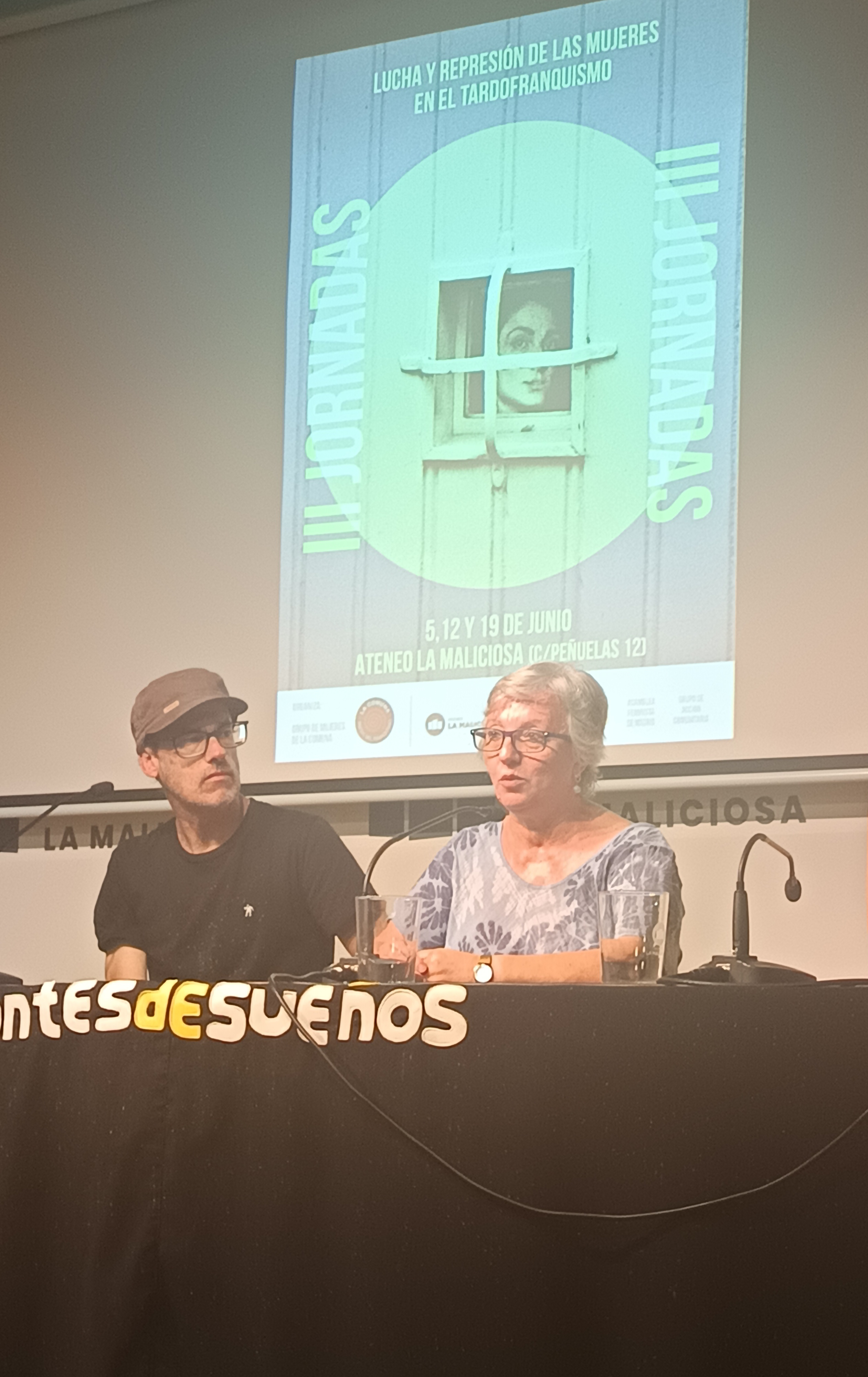
Marco Potyomkin, director de la película Flores bajo el hielo, junto a Rosa García Alcón, una de sus protagonistas, en las III Jornadas Lucha y represión de las mujeres en el tardofranquismo (Madrid, junio 2025)

El 15 de septiembre de 2023, declaró en calidad de testigo, en el juzgado de Instrucción número 50 de Madrid, a cargo de la magistrada Ana María Iguácel Pérez, en la primera querella criminal que se admitió a trámite en España por crímenes franquistas formulada por Julio Pacheco Yepes contra José Manuel Villarejo y otros miembros de la Brigada Político Social franquista. De esta demanda llegaron a hacerse eco medios internacionales.
Asumió la presidencia de la asociación La Comuna presxs y represaliadxs por la dictadura franquista y participa habitualmente en conferencias, mesas redondas y otros actos sobre víctimas del franquismo. También forma parte de CEAQUA, la coordinadora que apoya la Querella argentina contra los crímenes del franquismo, que ha emitido más de 600 denuncias y querellas.
En 2024 se estrenó el documental Flores bajo el hielo, dirigido por Marco Potyomkin, que recoge historias de mujeres anónimas víctimas del franquismo, en donde se incluye el caso de García Alcón.
Ha orientado su vida profesional hacia el campo de la dietética y la nutrición. Ha sido colaboradora de la Universidad Complutense de Madrid y secretaria científica de la Sociedad Española de Dietética y Ciencias de la Alimentación (SEDCA) y ha publicado varios artículos científicos sobre dietética y nutrición.